# Dołno Sziwaczewo
Dołno Sziwaczewo (bułg. Долно Шивачево) – wieś w Bułgarii, w obwodzie Wielkie Tyrnowo, w gminie Złatarica. W 2024 roku liczyła 39 mieszkańców.